# Veslanje na Poletnih olimpijskih igrah 1992
Na Poletnih olimpijskih igrah v Barceloni, so se veslači pomerili v 14 disciplinah. Moški so nastopili v osmih, ženske pa v šestih.

## Prejemniki medalj

### Moški
| Event                 | Zlato | Zlato   | Srebro | Srebro  | Bron | Bron    |
| Enojec                | Thomas Lange Nemčija | 6:51.40 | Václav Chalupa Češkoslovaška | 6:52.93 | Kajetan Broniewski Poljska | 6:56.82 |
| Dvojni dvojec         | Avstralija · Peter Antonie · Stephen Hawkins | 6:17.32 | Avstrija · Arnold Jonke · Christoph Zerbst                                                                                               | 6:18.42 | Nizozemska Nico Rienks Henk-Jan Zwolle | 6:22.82 |
| Dvojni četverec       | Nemčija · Andreas Hajek · Michael Steinbach · Stephan Volkert · Andre Willms                                                                                | 5:45.17 | Norveška Kjetil Undset Per Sætersdal Lars Bjønness Rolf Thorsen                                                                          | 5:47.09 | Italija Alessandro Corona Gianluca Farina Rossano Galtarossa Filippo Soffici                                                                                      | 5:47.33 |
| Dvojec brez krmarja   | Združeno kraljestvo Matthew Pinsent Steve Redgrave | 6:27.72 | Nemčija · Colin Ettingshausen · Peter Holtzenbein                                                                                        | 6:32.68 | Slovenija Iztok Čop Denis Žvegelj | 6:33.43 |
| Dvojec s krmarjem     | Združeno kraljestvo Garry Herbert (cox) Greg Searle Jonny Searle                                                                                            | 6:49.83 | Italija Giuseppe Di Capua (cox) Carmine Abbagnale Giuseppe Abbagnale                                                                     | 6:50.98 | Romunija Dimitrie Popescu Dumitru Raducanu Nicolaie Taga | 6:51.58 |
| Četverec brez krmarja | Avstralija · Andrew Cooper · Nick Green · Mike McKay · James Tomkins                                                                                        | 5:55.04 | ZDA · Jeffrey McLaughlin · William Burden · Thomas Bohrer · Patrick Manning                                                              | 5:56.68 | Slovenija Milan Janša Sadik Mujkič Sašo Mirjanič Jani Klemenčič                                                                                                   | 5:58.24 |
| Četverec s krmarjem   | Romunija Iulica Ruican Viorel Talapan Dimitrie Popescu Dumitru Raducanu Nicolaie Taga                                                                       | 5:59.37 | Nemčija · Ralf Brudel · Uwe Kellner · Thoralf Peters · Karsten Finger · Hendrik Reiher                                                   | 6:00.34 | Poljska Wojciech Jankowski Maciej Lasicki Jacek Streich Tomasz Tomiak Michał Cieślak                                                                              | 6:03.27 |
| Osmerec s krmarjem    | Kanada · Darren Barber · Andrew Crosby · Michael Forgeron · Robert Marland · Terence Paul · Derek Porter · Michael Rascher · Bruce Robertson · John Wallace | 5:29.53 | Romunija Iulica Ruican Viorel Talapan Vasile Nastase Claudiu Marin Dănuţ Dobre Valentin Robu Vasile Mastacan Ioan Vizitiu Marin Gheorghe | 5:29.67 | Nemčija · Roland Baar · Armin Eichholz · Detlef Kirchhoff · Manfred Klein · Bahne Rabe · Frank Richter · Hans Sennewald · Thorsten Streppelhoff · Ansgar Wessling | 5:31.00 |

### Ženske
| Event                 | Zlato | Zlato   | Srebro | Srebro  | Bron | Bron    |
| Enojec                | Elisabeta Lipă Romunija | 7:25.54 | Annelies Braedael Belgija | 7:26.64 | Silken Laumann Kanada | 7:28.85 |
| Dvojni dvojec         | Nemčija · Kerstin Koppen · Kathrin Boron | 6:49.00 | Romunija Veronica Cochelea Elisabeta Lipă                                                                                                   | 6:51.47 | Ljudska republika Kitajska Xiaoli Gu Huali Lu | 6:55.16 |
| Dvojni četverec       | Nemčija · Sybille Schmidt · Birgit Peter · Kerstin Muller · Kristina Mundt                                                                                           | 6:20.18 | Romunija Anişoara Dobre Doina Ignat Constanţa Burcică Veronica Cochelea                                                                     | 6:24.34 | Združena ekipa Antonina Zelikovič Tatiana Ustjužanina Ekaterina Karsten Elena Klopceva                                                                                      | 6:25.07 |
| Dvojec brez krmarke   | Kanada · Kathleen Heddle · Marnie McBean | 7:06.22 | Nemčija · Ingebury Schwerzmann · Stefani Werremeier                                                                                         | 7:07.96 | ZDA · Stephanie Pierson · Anna Seaton | 7:07.96 |
| Četverec brez krmarke | Kanada · Jennifer Barnes · Jessica Monroe · Brenda Taylor · Kay Worthington                                                                                          | 6:30.85 | ZDA · Shelagh Donohoe · Cynthia Eckert · Carol Feeney · Amy Fuller                                                                          | 6:31.86 | Nemčija · Antje Frank · Annette Hohn · Gabriele Mehl · Birte Siech | 6:32.34 |
| Osmerec s krmarko     | Kanada · Jennifer Barnes · Shannon Crawford · Megan Delehanty · Kathleen Heddle · Marnie McBean · Jessica Monroe · Brenda Taylor · Lesley Thompson · Kay Worthington | 6:02.62 | Romunija Viorica Neculai Adriana Bazon Maria Padurariu Iulia Bulie Doina Robu Victoria Lepadatu Doina Liliana Elena Georgescu Ioana Olteanu | 6:06.26 | Nemčija · Sylvia Dordelmann · Kathrin Haacker · Christiane Harzendorf · Daniela Neunast · Cerstin Petersmann · Dana Pyritz · Annegret Strauch · Ute Schell · Judith Zeidler | 6:07.80 |

## Pregled medalj po državah
| Mesto | Država                     | Zlato | Srebro | Bron | Skupaj |
| 1     | Nemčija                    | 4     | 3      | 3    | 10     |
| 2     | Kanada                     | 4     | 0      | 1    | 5      |
| 3     | Romunija                   | 2     | 4      | 1    | 7      |
| 4     | Avstralija                 | 2     | 0      | 0    | 2      |
| 4     | Združeno kraljestvo        | 2     | 0      | 0    | 2      |
| 6     | ZDA                        | 0     | 2      | 1    | 3      |
| 7     | Italija                    | 0     | 1      | 1    | 2      |
| 8     | Avstrija                   | 0     | 1      | 0    | 1      |
| 8     | Belgija                    | 0     | 1      | 0    | 1      |
| 8     | Češkoslovaška              | 0     | 1      | 0    | 1      |
| 8     | Norveška                   | 0     | 1      | 0    | 1      |
| 12    | Poljska                    | 0     | 0      | 2    | 2      |
| 12    | Slovenija                  | 0     | 0      | 2    | 2      |
| 14    | Ljudska republika Kitajska | 0     | 0      | 1    | 1      |
| 14    | Nizozemska                 | 0     | 0      | 1    | 1      |
| 14    | Združena ekipa             | 0     | 0      | 1    | 1      |